# Christopher Perkins
Christopher Perkins (né le 1er mai 1992) est un archer canadien. Il est plusieurs fois médaillés aux championnats du monde de tir à l'arc.

## Biographie
Christopher Perkins participe à ses premières compétitions internationales en 2008. Son premier podium mondial est en 2011, alors qu'il remporte le bronze à l'épreuve par équipe l'or à l'épreuve individuel masculine de l'arc à poulie.

## Palmarès
- Championnats du monde[1]
  -  Médaille d'or à l'individuel homme aux championnats du monde 2011 à Turin.
  -  Médaille de bronze à l'épreuve par équipe homme aux championnats du monde 2011 à Turin (avec Simon Rousseau et Dietmar Trillus).
  -  Médaille d'or à l'épreuve par équipe homme aux championnats du monde junior de 2011 à Legnica.
  -  Médaille d'argent à l'épreuve par équipe homme aux championnats du monde 2015 à Copenhague (avec Kevin Tataryn et Dietmar Trillus).

- Coupe du monde[1]
  -  Médaille d'argent à l'épreuve par équipe homme à la coupe du monde 2011 à Ogden.
  -  Médaille d'argent à l'épreuve par équipe homme à la coupe du monde 2012 à Ogden.